# Judy Weiss
Judy Weiss ( * 31  de mayo de  1972 (52 años), Berlín) es una cantante alemana que adquirió renombre internacionalmente al cantar Vivo per Lei con Andrea Bocelli en dueto germano-italiano en 1996.
En 1994 fue estrella de un Musical en el rol de Anita en West Side Story. En 1995 trabajó en La bella y la bestia. También participó Macchina en el musical germano "Space Dream" y Esmeralda en Nuestra Señora de París. Actúa regularmente con la pianista de jazz Maria Baptist.
Cuando Judy tenía cinco años, recibió sus primeras lecciones de piano. Y por ocho años concurrió a un conservatorio de piano y de canto, y más tarde a la Academia de Música de Hanns Eisler. Judy Weiss tiene una hermana nacida en noviembre de 2000.

## Singles / Maxi-CD
- 1992 Cinderella
- 1992 Kirschen im Dezember
- 1993 So wie ein Schmetterling
- 1993 Weil Du wiederkommst...
- 1994 Ach, lieber Gott
- 1995 Schütz mich!
- 1995 Weil ich Dich liebe
- 1996 Vivo Per Lei (Duett mit Andrea Bocelli)
- 1996 Wenn Du wüsstest...
- 1999 Hypothetic
- 1999 You And I
- 2001 Could It Be Magic
- 2008 Just Because I Love You
- 2008 Music Was My First Love

## Álbumes
- 1993 Geh Deinen Weg
- 1995 Schütz mich!
- 1999 Something Real
- 2001 Believe